# Alí Šarí'atí
Alí Šarí'atí (persky علی شریعتی, anglicky Ali Shariati, narozen jako Alí Mazínán; 23. listopadu 1933 – 19. června 1977) byl íránský sociolog náboženství a revolucionář, považovaný za jednoho z nejdůležitějších duchovních otců íránské islámské revoluce.
Již od studentských let se zapojoval do odporu proti monarchii a byl několikrát zatčen. Po absolvování bakalářského studia na Mahšadské univerzitě získal stipendium v Paříži, kde roku 1964 obdržel doktorát ze sociologie na Sorbonně. Začal tam spolupracovat s levicovou alžírskou Frontou národního osvobození a seznámil se s dílem Frantze Fanona, jehož překládal do perštiny, i s řadou dalších levicových intelektuálů. Také v Paříži byl roku 1961 zadržen policií za účast na demonstraci na podporu Patrice Lumumby.
Když se Šarí'atí roku 1964 vrátil do Íránu, byl na několik týdnů uvězněn za své pařížské aktivity. Po propuštění začal učit nejprve na Mahšadské univerzitě a později v Teheránu. Jeho přednášky se staly nesmírně populárními, ale zároveň se Šarí'atí rychle stal trnem v oku režimu. Roku 1973 byl spolu s některými svými studenty uvězněn a propuštěn až po 18 měsících díky vlně mezinárodních i domácích protestů. Po nějakém čase po propuštění mu bylo dovoleno vycestovat do Anglie, kde po třech měsících zemřel, pravděpodobně následkem infarktu, i když se spekuluje i o vraždě. Je pohřben v Damašku.
Šarí'atí vytvořil novou interpretaci ší'itského islámu, inspirovanou západním levicovým myšlením a podporující revoluci. Bývá označována jako „rudá ší'a“ (v protikladu k nepolitické „černé ší'e“ tradicionalistických kleriků) a srovnávána s teologií osvobození latinskoamerických levicových katolických teologů.